# 奎肯信貸全國賽
奎肯信貸全國賽（Quicken Loans National）是美國高爾夫PGA巡迴賽的賽事之一，固定在華盛頓特區地區舉行。奎肯信貸全國賽開始於2007年，由老虎伍茲發起舉辦，是一項邀請賽。

## 外部連結
- 官方网站
- Coverage on the PGA Tour's official site（页面存档备份，存于）

38°46′34″N 77°37′48″W / 38.776°N 77.63°W